# Wallfahrtskapelle Jagstheim

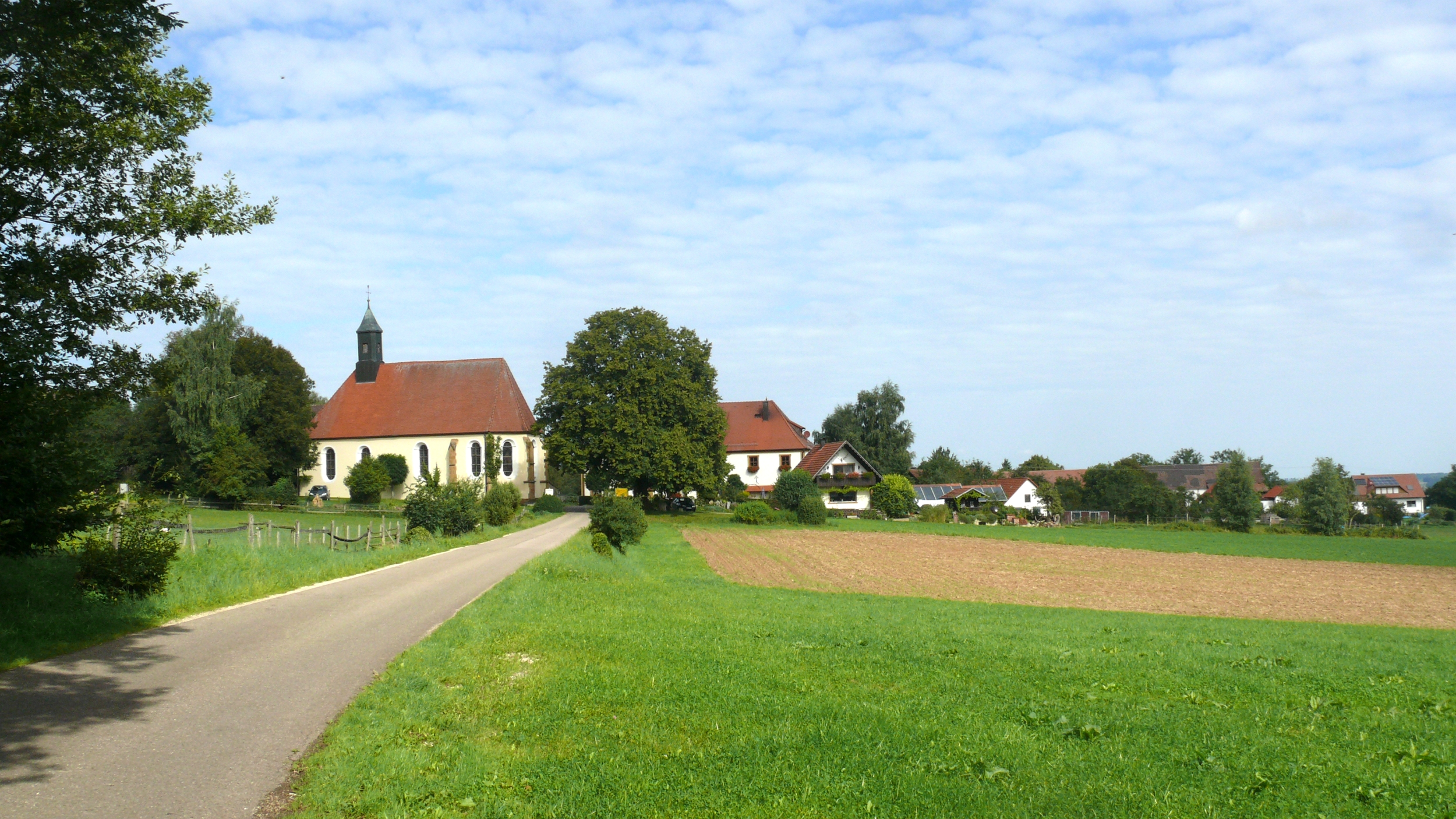
Blick nach Jagstheim und zur Wallfahrtskapelle

Die Wallfahrtskapelle zum heiligsten Herzen Jesu ist eine römisch-katholische Marien-Wallfahrtskapelle in Baden-Württemberg. Sie befindet sich im Weiler Jagstheim, der zur Gemeinde Kirchheim am Ries gehört.

## Geschichte
Die Kirche wurde 1399 erstmals erwähnt. Seit dem 15. Jahrhundert ist in Jagstheim eine Marienwallfahrt nachgewiesen. 1694 gelangte die in den Besitz des Zisterzienserinnenklosters Mariä Himmelfahrt in Kirchheim. Seit 1706 ist die Kapelle auch ein Ort der Herz-Jesu-Verehrung. Nach einem Brand im Jahr 1834 stürzte der Kirchturm 1870 ein und wurde nur in verkleinerter Form wieder aufgebaut. Auch das Kirchenschiff wurde verkürzt.

## Ausstattung
Die Barockaltäre sind Werke Kaisheimer Künstler. Das Hochaltar-Gemälde zeigt die Aufnahme Mariens in den Himmel. Das Gnadenbild ist eine thronende Madonna mit Jesuskind im Strahlenkranz. Von einstmals 15 Votivtafeln an den Kirchenwänden sind noch vier erhalten. Die restlichen 11 Tafeln wurden in den 1960er Jahren aus der Kapelle gestohlen. Altargemälde zeigen Zisterzienser-Nonnen, die zusammen mit ihrem Ordensheiligen Bernhard von Clairvaux das Salve Regina singen. Am rechten Seitenaltar ist die Heilige mit der Dreifaltigkeit abgebildet. Auch eine Anna-selbdritt-Darstellung von 1500 ist zu sehen.